# Tagish Highland
Tagish Highland är ett berg i Kanada.   Det ligger i provinsen British Columbia, i den västra delen av landet, 4 100 km väster om huvudstaden Ottawa. Toppen på Tagish Highland är 1 740 meter över havet, eller 137 meter över den omgivande terrängen. Bredden vid basen är 1,2 km.
Terrängen runt Tagish Highland är kuperad österut, men västerut är den bergig. Trakten runt Tagish Highland är nära nog obefolkad, med mindre än två invånare per kvadratkilometer.. Det finns inga samhällen i närheten. 